# آب‌بندان

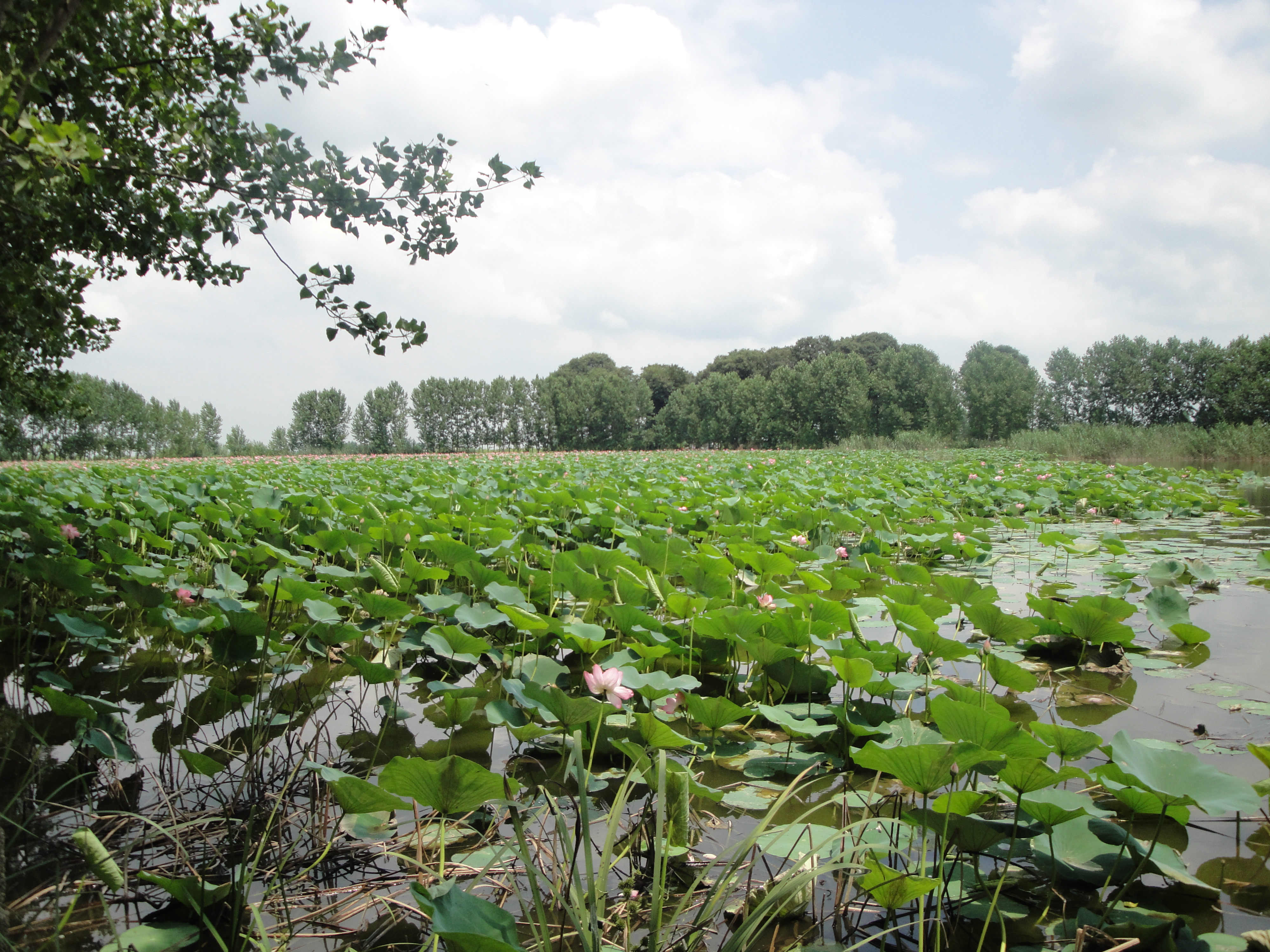
آب‌بندان روستای تیربیجان، آمل، مازندران

آب‌بندان گونه‌ای تالاب است که به دست انسان ساخته شده باشد. آب‌بندان‌ها بیشتر برای پرورش ماهیان گرم‌آب‌زی، ذخیره آب در فصول بارانی برای کشت برنج و آب شرب استفاده می‌شود.

## در ایران
در ایران به دلایل آب و هوایی بیشتر آب‌بندان‌ها در استان‌های شمالی کشور، همچون مازندران، گیلان و گلستان وجود دارند. علاوه بر پرورش ماهیان و ذخیره آب کشاورزی این آب‌بندان‌ها مکانی مناسب برای گونه‌های مختلف زیستی می‌باشد. گونه‌های متفاوتی از پرندگان از جمله مرغابی، پرلا، پلیکان، قو، اردک تاجدار و گونه‌های دیگر هر ساله به آب‌بندان‌های شمال کشور مهاجرت می‌کنند.
پرورش ماهی در آب‌بندان‌ها کاری پر سود و منفعت است که در استان‌های شمالی جریان دارد و این کار باعث اشتغال‌زایی شده‌است.
آب‌بندان‌های استان‌های شمالی سالانه ۳۲.۹۷۳ هکتار آب را ذخیره می‌کنند که این ذخیره در آبیاری ۸۱ هزار هکتار اراضی شالیزاری استفاده می‌شوند. 

## تعاریف
تالاب‌های مصرح در کنوانسیون رامسر از شمول تعریف آبندان‌ها خارج هستند.

## دستگاه‌های همکار
اداره جهاد کشاورزی
اداره محیط زیست
اداره منابع طبیعی
شوراهای محلی و ده‌یاری‌ها

## کاربری‌ها
- تامین آب کشاورزی

- پرورش ماهی

- استحصال خاک پیت

- گردشگری

- پرنده‌نگری